# J&T Banka Ostrava Open 2021
J&T Banka Ostrava Open 2021 là một giải quần vợt WTA thi đấu trên mặt sân cứng trong nhà. Đây là lần thứ 2 giải đấu được tổ chức và là một phần của WTA Tour 2021. Giải đấu diễn ra tại Ostrava Arena ở Ostrava, Cộng hòa Séc từ ngày 20 đến ngày 26 tháng 9 năm 2021.

## Nội dung đơn

### Hạt giống
| Quốc gia | Tay vợt                  | Xếp hạng1 | Hạt giống |
| -------- | ------------------------ | --------- | --------- |
| POL      | Iga Świątek              | 8         | 1         |
| CZE      | Petra Kvitová            | 10        | 2         |
| SUI      | Belinda Bencic           | 12        | 3         |
| GRE      | Maria Sakkari            | 13        | 4         |
| RUS      | Anastasia Pavlyuchenkova | 14        | 5         |
| GER      | Angelique Kerber         | 15        | 6         |
| KAZ      | Elena Rybakina           | 17        | 7         |
| CZE      | Karolína Muchová         | 22        | 8         |
| ESP      | Paula Badosa             | 27        | 9         |

- Bảng xếp hạng vào ngày 13 tháng 9 năm 2021.[2]

### Vận động viên khác
Đặc cách:
- Caroline Garcia
- Tereza Martincová
- Jeļena Ostapenko
- Kateřina Siniaková

Vượt qua vòng loại:
- Océane Dodin
- Fiona Ferro
- Ana Konjuh
- Magda Linette
- Anastasia Potapova
- Anastasia Zakharova

Thua cuộc may mắn:
- Anna Blinkova
- Varvara Gracheva

### Rút lui
Trước giải đấu
- Barbora Krejčíková → thay thế bởi  Zhang Shuai
- Elise Mertens → thay thế bởi  Varvara Gracheva
- Petra Martić → thay thế bởi  Sara Sorribes Tormo
- Karolína Muchová → thay thế bởi  Anna Blinkova
- Karolína Plíšková → thay thế bởi  Jil Teichmann
- Elina Svitolina → thay thế bởi  Sorana Cîrstea

## Nội dung đôi

### Hạt giống
| Quốc gia | Tay vợt           | Quốc gia | Tay vợt         | Xếp hạng1 | Hạt giống |
| -------- | ----------------- | -------- | --------------- | --------- | --------- |
| POL      | Magda Linette     | USA      | Bernarda Pera   | 115       | 1         |
| IND      | Sania Mirza       | CHN      | Zhang Shuai     | 129       | 2         |
| USA      | Kaitlyn Christian | NZL      | Erin Routliffe  | 134       | 3         |
| JPN      | Eri Hozumi        | JPN      | Makoto Ninomiya | 142       | 4         |

- 1 Bảng xếp hạng vào ngày 13 tháng 9 năm 2021.

### Rút lui
Trước giải đấu
- Ekaterina Alexandrova /  Stefanie Vögele → thay thế bởi  Rutuja Bhosale /  Emily Webley-Smith
- Natela Dzalamidze /  Kamilla Rakhimova → thay thế bởi  Natela Dzalamidze /  Yana Sizikova

## Nhà vô địch

### Đơn
- Anett Kontaveit đánh bại  Maria Sakkari, 6–2, 7–5

### Đôi
- Sania Mirza /  Zhang Shuai đánh bại  Kaitlyn Christian /  Erin Routliffe 6–3, 6–2